# Веденов, Александр Алексеевич
Александр Алексеевич Веденов (1933—2008) — российский физик.
В 1955 году окончил МГУ им. М. В. Ломоносова. В 1956—1959 годах там же обучался в аспирантуре и одновременно работал старшим лаборантом в Институте атомной энергии имени И. В. Курчатова. С 1973 года в филиале ИАЭ — ТРИНИТИ (город Троицк, Московской области). Главный научный сотрудник Отделения перспективных исследований (ОПИ). Профессор кафедры молекулярной биофизики МФТИ.
Специалист в области теоретической физики (статистической физики, физики плазмы, квантовой электроники, а также физики твердого тела и молекулярной биофизики).
Основные направления научных исследований: физика разреженной и плотной плазмы, полимеров и жидких кристаллов, работы по газовому разряду, газоразрядным лазерам, распространению и взаимодействию излучения с веществом, проблемы ассоциативной памяти.
Создал квазилинейную теорию (с Е. П. Велиховым и Р. З. Сагдеевым) и теорию модуляционной неустойчивости турбулентной разреженной плазмы. Нашёл вириальное разложение уравнения состояния плотной плазмы (с А. И. Ларкиным). Соавтор открытия явления понижения потенциала ионизации с ростом плотности.
После аварии на Чернобыльской АЭС участвовал в выработке мер по ликвидации последствий, искал нестандартные подходы к диагностике радиоактивных загрязнений с использованием бактерий и новые пути очистки сельскохозяйственных продуктов. Принимал участие в исследовании возможности применения мощных газовых лазеров для тушения пожаров на газовых скважинах.
В последние годы занимался исследованиями в области искусственного интеллекта и проблемами ЭВМ следующих поколений. Автор основополагающих работ по современным нейронным сетям.
В 1998 году избран действительным членом Российской академии естественных наук. С 22.05.2003 года член-корреспондент РАН (по Отделению физических наук). Вице-президент отделения нейроинформатики Международной академии информатики. Создатель прямоточного реактивного двигателя академик Б. С. Стечкин — тесть А. А. Веденова.